# كينتارو أوسو
كينتارو أوسو (1906 – 1980) هو ملاكم ياباني راحل، مثّل بلاده في الألعاب الأولمبية الصيفية 1928.

## روابط خارجية
كينتارو أوسو على موقع بوكس ريك (الإنجليزية) (registration required)
- كينتارو أوسو على موقع أوليمبيديا (الإنجليزية)